# Changes
Changes је амерички неофолк музички бенд. Група је основана 1969. од стране рођака Роберта Н. Тејлоrа и Николаса Теслука. Чланови бенда су се у више наврата мењали а група је имала неколико прекида у раду. Бенд се често сматра претечом музичког правца неофолк.

## Историја
Бенд је основан као дует Тејлора и Теслука који су заједно наступали на малим концертима, по кафеима и клубовима Чикага.  Касније наступају по фестивалима фолк музике и универзитетским центрима. Током 1973. Тејлор се сели у Нови Мексико, због чега група престаје са радом годину дана.
Након повратка у Чикаго бенду се придружила Тејлорова супруга Керен као вокалиста. Група је повремено наступала током седамдесетих али није објавила ни један албум. Теслук се 1977. сели у Колорадо након чега група још једном престаје са радом.
Амерички новинар и музичар Мајкл Џенскинс Мојнихан је 1994. се заинтересовао за рад групе и иницирање поновног снимања раније снимљених тест снимака групе. Његовим ангажовањем је после 18 година поново формирана група.
Године 1995. објављују свој први албум Fire Of Life, после којег 1998. излази албум Legends на којем су све песме базиране на заплетима разних легенди из традиције европских народа.
Током новембра 2005. бенд је имао туру по шест европских градова под називом "The Men Among the Ruins Tour".
Током 2005. чланови групе су се упознали са немачким музичаром Акселом Франком, са којим су заједно објавили албум "Kristalle".
Пети албум “Lament,” је објављен у Фебруару 2010. За инспирацију проналази животна искуства чланова и бенда који су имали развод брака.

## Дискографија
| Година | Назив                | Формат               |
| ------ | -------------------- | -------------------- |
| 1995   | Fire Of Life         | 7", 2 нумере         |
| 1996   | Fire Of Life         | CD                   |
| 1998   | Legends              | CD                   |
| 2001   | Fire Of Life         | CD, LP               |
| 2001   | Orphan In The Storm  | CD, LP               |
| 2001   | Time                 | 10"                  |
| 2004   | Hero Takes His Stand | 2xLP, снимак концрта |
| 2005   | Twilight             | 7"                   |
| 2005   | Untitled             | CD, коаутори         |
| 2006   | Men Among the Ruins  | CD, коаутори         |
| 2006   | A Ripple in Time     | LP                   |
| 2007   | Legends              | LP                   |
| 2010   | Lament               | CD                   |

Синглови
- Miel Noir & Changes- Defiance, 2022.